# Hortenzij Bartučević
Hortenzij Bartučević (Hvar, prije 4. rujna 1516. – Hvar, prije 5. siječnja 1579.) je bio hvarski sudac, kamerlengo i hrvatski pjesnik. Obnašao je dužnosti u hvarskoj komuni. Sin je Jerolima (Jeronima), unuk Hortenzija Bartučevića i praunuk rodotvorca Bartuča.
Bio je iz vlastelinske obitelji. Imao je dvojicu braće, od kojih je poznat slikar Petar Bartučević. 
U umjetnosti je poznat kao pjesnik. Sačuvane su mu četiri pjesme. Jedna je pohvala djela Brne Karnarutića Tižba i Šegrt te još dvije koje su u poslanici poznatom hrvatskom književniku iz Dubrovnika Nikoli Nalješkoviću, koji ga je nazvao "slavom svih Hrvata".
Bio je važnom osobom hvarske komune koja je obuhvaćala otok Hvar i otok Vis. Zastupao je hvarsko plemstvo pred mletačkom vladom u vremenima sukoba s hvarskim pukom. Bio je odbornik u prodaji žita, kamerlengo hvarske komune. Bio je sudac na Visu i u Hvaru u vremenima osmanskih napada na južne hrvatske otoke.
Kao uglednik, bio je Bartučević svjedok supotpisnik oporuke Petra Hektorovića. 
Bio je vlasnikom gotičko-barokne kuće Bartučević.